# سوسن بولاندر
سوسن بولاندر(نام علمی: Lilium bolanderi) نام یک گونه از سرده گل سوسن است.